# The Temptations
A The Temptations egy amerikai énekegyüttes. Több műfajban játszanak: pop, soul, funk, R&B, doo-wop. A zenekar az egyik leghosszabb ideje futó együttesek közé tartozik, hiszen 1960-ban alakultak meg, és egészen a mai napig működnek. Tagok: Otis Williams, Ron Tyson, Terry Weeks, Larry Braggs és Willie Green. Rajtuk kívül még többen megfordultak az együttesben. A zenekar a hatvanas-hetvenes évek egyik legnépszerűbb zenei társulatának számít. Pályafutásuk alatt 43 nagylemezt jelentettek meg. Albumaikat több kiadó dobja piacra, például Atlantic Records, Motown Records, Universal Music Group.
A zenekar 1960-ban Elgins néven alakult meg Detroitban. Az alapító tagok két rivális, vokális zenét játszó zenekar tagjai voltak. Pályafutásuk során négy olyan lemezt jelentettek meg, ami a Billboard Hot 100 első helyet ért el, továbbá tizennégy R&B első helyet értek el. Munkájukkal három Grammy-díjat érdemeltek ki.